# Silesian-American Corporation
Silesian-American Corporation (SACo; pol. Korporacja Śląsko-Amerykańska) – holding, firma-matka spółki Giesche Spółka Akcyjna, działająca na Górnym Śląsku w latach międzywojennych.
SACO była właścicielem wszystkich akcji Giesche S.A. SACO została założona w Delaware w 1926 roku, jej właścicielem była inna amerykańska firma: Silesian Holding Company, właściciel 51% akcji zwykłych oraz 58,33% akcji uprzywilejowanych. Pozostałe 49% zwykłych i 41,67% uprzywilejowanych akcji należały do niemieckiej spółki Bergwerksgesellschaft Georg von Giesches Erben. Giesches Erben otrzymało ten pakiet akcji w zamian za wniesienie do SACO całego kapitału akcyjnego Giesche S.A. Wcześniej Giesches Erben był wyłącznym właścicielem Giesche S.A.
Właścicielem 65% udziałów Silesian Holding Company była Kompania Górnicza Anaconda Copper a pozostałej części W. Averell Harriman, osobiście lub poprzez swoje firmy (zależnie od okresu). 
SACO udzieliła również Giesches Erben znaczących pożyczek. Fundusze na przejęcie spółek i pożyczki pochodziły ze sprzedaży obligacji funduszu amortyzacyjnego wartych 15 000 000 dolarów, z datą wypłacenia ustaloną na 1 sierpnia 1941 roku.

## II wojna światowa
Po rozpoczęciu II wojny światowej niemiecki komisarz wojskowy przejął kontrolę nad spółką Giesche S.A. W ten sposób SACO została pozbawiona dochodów z nieruchomości spółki i nie była w stanie wypłacić dywidend za swoje niespłacone obligacje. Tuż przed 1 sierpnia 1942, datą spłaty obligacji, firma miała zaledwie pół miliona dolarów w gotówce. Wskutek tego złożyła wniosek o upadłość (reorganizację) w świetle Rozdziału X Ustawy Upadłościowej z 1898 roku.

## Plan repatriacyjny
Właściciele i główni zarządcy Bergwerksgesellschaft Georg von Giesches Erben nie chcieli pogodzić się z utratą Giesche S.A., którą Amerykanie zakupili w 1926 r. Eduard Schulte, dyrektor naczelny Giesches Erben, stworzył plan odzyskania kontroli nad śląską spółką, który został nazwany planem repatriacyjnym.
Schulte utrzymywał bliskie kontakty z grupą szwajcarskich bankierów. Tuż przed wojną utworzył w Szwajcarii filię Giesches Erben o nazwie Non Ferrum (pełna nazwa: Non Ferrum Gesellschaft zur Finanzierung von Unternehmungen des Bergbaus und der Industrie der Nichteisenmetalle) i przeniósł do niej akcje SACO.
W 1941 roku szwajcarski bank LaRoche, działając razem z Schulte, założył kolejną firmę w Szwajcarii, Ikap (Internationale Kapitalanlegen Gesellschaft). Schulte przekonał Harrimana i Corneliusa Kelleya (prezesa Kompanii Anaconda Copper) do sprzedaży ich udziałów w Silesian Holding Company na rzecz Ikap. Załatwianie spraw formalnych przeciągnęło się poza 14 czerwca 1941 r., kiedy to zamrożenie współpracy finansowej przez prezydenta USA Franklina Delano Roosevelta zostało rozszerzone także na Szwajcarię. W ten sposób transakcja została poddana ścisłej analizie Departamentu Skarbu Stanów Zjednoczonych oraz wymagała jego zatwierdzenia. Ponieważ było oczywiste, że spółka miałaby przynosić zyski wrogowi (niemieckiej firmie Bergwerksgesellschaft Georg von Giesches Erben), podanie do Departamentu Skarbu o zgodę na niezbędne transfery zostało odrzucone 26 lipca 1941 roku. Dwóch kolejnych podań (sierpień i grudzień) również nie przyjęto. Ponadto w listopadzie 1942 roku, niemieckie udziały w SACO zostały przejęte na mocy Uchwały o Handlu z Wrogiem.
Rozporządzenie nr 370: Silesian-American Corporation. Wykonano 17 listopada 1942 r., podpisane przez: Leo T. Crowley, Kurator Obcej Własności: "Dwa pakiety akcji – 98 000 akcji zwykłych i 50 000 akcji uprzywilejowanych w Silesian-American, Delaware [konfiskuje się]. Akcje te przed 31 sierpnia 1939 roku zapisane były w księdze akcjonariuszy SACO jako własność Non Ferrum, Zurich, Szwajcaria, szwajcarskiej firmy, która trzymała je na rzecz Bergwerksgesellschaft Georg von Giesches Erben, niemieckiej spółki". Był to "gwóźdź do trumny" planu repatriacyjnego Eduarda Schulte.

## Lata powojenne
Zanim SACO została całkowicie rozwiązana, wzięła udział w kilku postępowaniach sądowych w latach 50. XX wieku, głównie wszczynanych przez nabywców niespłaconych obligacji.